# Vicariat apostolique de Camiri
Le vicariat apostolique de Camiri (en latin : Vicariatus Apostolicus Cuevensis ; en espagnol : Vicariato apostólico de Camiri) est un vicariat apostolique de l'Église catholique en Bolivie directement soumis au Saint-Siège.

## Territoire

Vicariat de Camiri

Il comprend une grande partie de la province de Cordillera du département de Santa Cruz, le reste de cette province étant dans l'archidiocèse de Santa Cruz de la Sierra et le diocèse de San Ignacio de Velasco.  Il a aussi sous sa juridiction la province de Gran Chaco dans le département de Tarija, le reste de ce département est dans le diocèse de Tarija. Il possède enfin quelques localités des provinces d'Hernando Siles et Luis Calvo du département de Chuquisaca, l'autre partie de ces provinces est dans l'archidiocèse de Sucre.
Son territoire s'étend sur 104 000 km divisé en 24 paroisses. Le siège épiscopal est dans la ville de Camiri avec la cathédrale saint François d'Assise.

## Histoire
Le vicariat apostolique del Chaco est érigé le 22 mai 1919 par le décret Optimo sane consilio de la congrégation des évêques en prenant sur une partie du territoire du diocèse de Santa Cruz de la Sierra (aujourd'hui archidiocèse de Santa Cruz de la Sierra). Dès lors, le vicariat apostolique est confié aux franciscains italiens de Toscane.
Il cède une portion de son territoire le 12 février 1925 pour l'érection de la préfecture apostolique de Pilcomayo, situé à l'époque en Bolivie (aujourd'hui vicariat apostolique de Pilcomayo au Paraguay). Il cède encore du territoire le 11 mars 1948 pour la création du vicariat apostolique de Chaco Paraguayo. Ces territoires ayant été perdus par la Bolivie au profil du Paraguay lors de la guerre du Chaco.
Par le décret Cum in comitiis du 8 février 1951 de la congrégation pour la propagation de la foi, il prend le nom de vicariat apostolique de Cuevo, du nom de la ville où réside le vicaire apostolique. Le siège est ensuite transféré à Camiri en 1976. Le vicariat prend son nom actuel le 29 mars 2003 avec le décret Excellentissimus de la congrégation pour l'évangélisation des peuples.

## Évêques
- Ippolito Ulivelli, O.F.M (13 août 1919 - 27 octobre 1922)
- Angelo Cesare Vigiani, O.F.M (21 janvier 1924 - 23 janvier 1950)
- Cesare Francesco Benedetti, O.F.M (8 février 1951 - 18 décembre 1972)
- Giovanni Decimo Pellegrini, O.F.M (18 décembre 1972 - 31 octobre 1992)
- Leonardo Mario Bernacchi, O.F.M (17 novembre 1993 - 15 juillet 2009)
- Francesco Focardi, O.F.M (15 juillet 2009 - 2 août 2017)
- Jesús Galeote Tormo, O.F.M (22 février 2019 - )